# Tour de l'Yser
Pour un article plus général, voir Sites funéraires et mémoriels de la Première Guerre mondiale (Front Ouest).
La Tour de l’Yser (en néerlandais : Ĳzertoren) est un monument de la paix situé en Belgique, à Dixmude (Province de Flandre-Occidentale), sur la commune fusionnée de Kaaskerke, près de l’Yser. Elle fut inaugurée le 24 août 1930.

## Historique
La Tour de l’Yser fut construite de 1928 à 1930 et a été inaugurée solennellement le 24 août 1930.
Mémorial de la Première Guerre mondiale, beaucoup de Flamands s'étaient identifiés dans l'entre-deux-guerres à ce monument honorant les souffrances des soldats flamands combattants dans les rangs de l'armée belge au cours de la Première Guerre mondiale. Celui-ci devint également l'incarnation d'une aspiration plus large à l'émancipation flamande.
Durant la Seconde Guerre mondiale, la Tour de l’Yser est devenue le symbole de la collaboration.
La tour d’origine fut la cible d’un attentat à la dynamite qui la détruisit totalement dans la nuit du 15 au 16 mars 1946. Deux comités rivaux s'établirent pour la reconstruire, l'un catholique modéré avec notamment Tony Herbert (nl) et l'autre plus militant et porté par la nouvelle organisation des anciens combattants flamands (Nieuw Verbond van Vlaamsche Oud-Strijders). Elle fut reconstruite de 1956 à 1965, plus haute (84 mètres) à quelques mètres de la première. Les restes de l’ancienne tour furent utilisés pour construire en 1950 la Porte de la Paix (Paxpoort ou Poort van Vrede) devant la tour, sur la prairie du pèlerinage de l’Yser.
En 1997, l’ensemble a été restauré, ainsi que la crypte dans laquelle reposent des soldats morts au combat. Le lieu est considéré comme un symbole de l’oppression des Flamands. Les responsables de l’attentat n’ont jamais été arrêtés.
En 1986, la Tour de l’Yser a été reconnue « Mémorial de l’émancipation flamande » par la Région flamande.

## Caractéristiques
Avec ses 84 mètres et ses 22 étages, la Tour de l’Yser est le plus grand monument de la paix en Europe. Les lettres croisées AVV VVK, présentes sur l’une des faces de la tour, signifient Alles Voor Vlaanderen, Vlaanderen Voor Kristus, en français « Tout pour la Flandre, la Flandre pour le Christ ». On trouve également l’inscription « Plus jamais de guerre » dans les quatre langues des parties belligérantes sur le front ouest pendant la Première Guerre mondiale (néerlandais, français, anglais, allemand).
La Tour de l’Yser est d’abord un lieu de commémoration des victimes flamandes de la guerre, mais c’est également devenu un haut-lieu du mouvement nationaliste flamand, né sur l’Yser. Le pèlerinage de l’Yser, qui a lieu chaque année au pied de la tour, est une manifestation politique contre la guerre et pour l’autonomie de la Flandre.
Dans la tour se trouve un musée de la guerre, de la paix et de l’émancipation flamande, qui fait partie depuis 1998 du Réseau international des Musées pour la Paix des Nations unies.

## Cinéma
- Witte vlam (1930), consacré au pèlerinage à la Tour de l'Yser, clôt la période expérimentale de Charles Dekeukeleire.